# Jiří Kohoutek (archeolog)
Jiří Kohoutek (30. července 1952 Gottwaldov – 5. listopadu 2007 Zlín) byl archeolog, historik, místopředseda, sekretář, jednatel a spoluzakladatel zlínské pobočky Klubu Augusta Sedláčka.

## Život
Jiří Kohoutek se narodil 30. července 1952 v Gottwaldově (dnes Zlín), kde po ukončení základní školy studoval v letech 1968-1972 na gymnáziu. V letech 1972–1977 studoval v Brně na Univerzitě Jana Evangelisty Purkyně (dnes Masarykova univerzita) archeologii a historii, zaměření na středověkou archeologii. Zde se seznámil se svou pozdější manželkou Janou, rovněž studentkou archeologie a historie, se kterou společně mají dceru Petru. V roce 1976 ještě coby student začal pracovat v Oblastním muzeu jihovýchodní Moravy v Gottwaldově. V letech 1990–1992 byl pracovníkem Archeologického ústavu Československé akademie věd v Brně. Od roku 1993 až do své smrti byl zaměstnán v Ústavu archeologické památkové péče v Brně a řídil jeho pracoviště v Malenovicích.
Na podzim 1995 se stal spoluzakladatelem zlínské pobočky Klubu Augusta Sedláčka. Zde se podílel nejen na spojení profesionálních historiků s amatéry, ale podílel se také na organizaci poznávacích zájezdů nejen po České republice, ale také po zahraničí. Kromě toho pomáhal se založením muzea ve Slavičíně a byl spolupracovníkem Klubu přátel historie Slavičínska, Historického klubu v Otrokovicích a Městského muzea v Napajedlích.

## Archeologické práce
Od roku 1977 se začal účastnit vykopávek. V letech 1977–1982 prováděl výzkum na hradě Brumov nad Vlárským průsmykem. Zde se mu podařilo mimo jiné objevit románský tympanon znázorňující symboliku Krista – vinné listy. Tento objev pomohl datovat osídlení jihovýchodní Moravy do první čtvrtiny 13. století. Nález také pomohl ve výzkumech ostatních hradů v oblasti. V letech 1983–1987 se účastnil archeologických výzkumů na dalších 15 hradech ve Vizovických a Hostýnských vrších. V letech 1984–1991 prováděl výzkum na hradě Lukov. Právě výzkumy hradů Lukov a Brumov se staly základem jeho díla. Po revoluci se také podílel na dalších výzkumech v oblasti střední a východní Moravy - např. Horního náměstí v Přerově, Hradiska v Olomouci, hradu Sovinec či hradu Helfštýn.
Kromě těchto výzkumů se zajímal o pravěké lokality na Zlínsku. V letech 1999–2003 se zúčastnil záchranného výzkumu v Malenovicích-Mezicestí a v letech 2004–2005 ve Chmelíně u Kvítkovic (dnes součást Otrokovic). V letech 2005–2007 se mu podařilo na Klášťově u obce Vysoké Pole objevit několik slovanských depotů, z čehož usuzoval, že se jednalo o slovanské obětiště a pravděpodobně také o nejvýznamnější slovanskou lokalitu ve střední Evropě.

## Literární tvorba
- Hrady jihovýchodní Moravy. Zlín 1995. 166 s.
- Hrady v oblasti Vizovické vrchoviny – Pozdně středověké kachle z hradu Rožnova. Pravěk – Supplementum 12. Brno 2003. 285 s.
- Přerov-Horní náměstí: Od pravěkého hradiska po středověké město (Archeologické památky střední Moravy, sv. 15). Olomouc 2007. 76 s. (spoluautoři Jaroslav Peška a Rudolf Procházka)
- Úplná bibliografie všech prací - Castellologica Bohemica 11, 2008, s. 631–638.